# Crosse (sport)
Pour les articles homonymes, voir Crosse.
La crosse (ou quelquefois le lacrosse,) est un sport collectif d'origine autochtone d'Amérique du Nord où les joueurs se servent d'une crosse munie d'un filet pour mettre une balle dans le but adverse. Codifié en 1867 par le Canadien William George Beers, le sport original est appelé aujourd'hui la crosse au champ. De celui-ci sont nées deux autres variantes de la crosse : la crosse féminine dans les années 1890 en Écosse, puis la crosse en enclos dans les années 1930.
L'une des particularités de ce sport collectif est l'unique existence sur le plan international d'une équipe des Cinq-Nations. Les trois variantes de la crosse sont régies depuis 2008 par la Fédération internationale de crosse (FIL) qui organise des compétitions telles que les Championnats du monde de crosse au champ ou les Championnats du monde de crosse en enclos. Il existe également deux ligues professionnelles sur le continent nord-américain : la Premier Lacrosse League (en) pour la crosse au champ et la National Lacrosse League pour la crosse en enclos.
La crosse est le sport d'été national officiel du Canada, lieu de la création de ce sport.

## Historique

### Origines amérindiennes

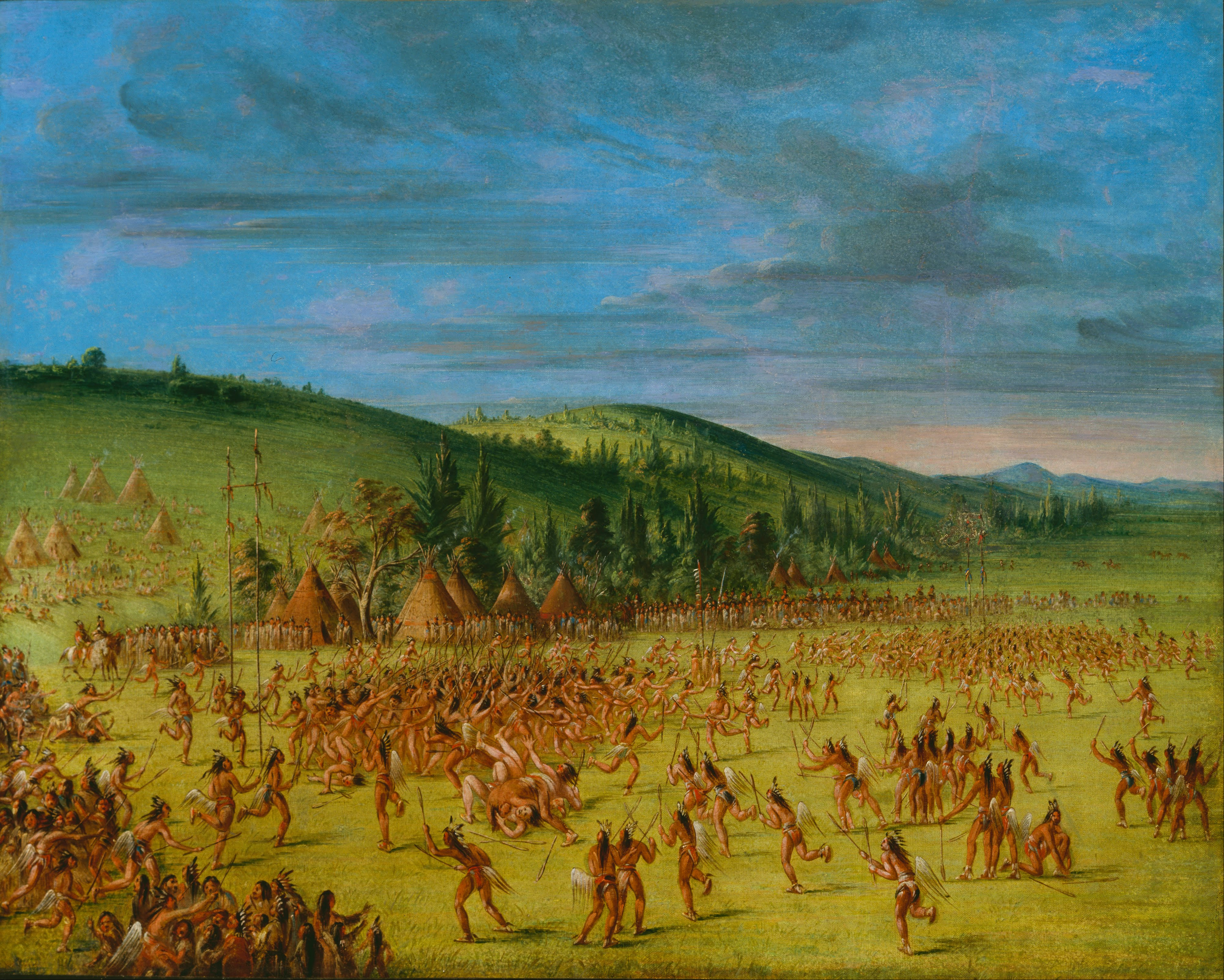
Le Jeu de balle des Choctaw par George Catlin (vers 1850).

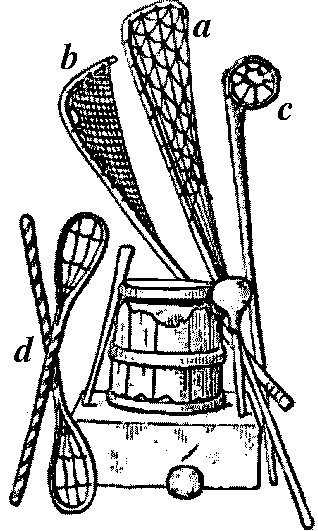
Les types de crosses par tribus :
a. Iroquois ;
b. Passamaquoddys ;
c. Ojibwés ;
d. Cherokees.

La crosse est un jeu inventé par des peuples autochtones d'Amérique du Nord sous différents noms : dehuntshigwa'es en onondaga, da-nah-wah'uwsdi en cherokee, Tewaarathon en mohawk ou baaga`adowe en ojibwé. Il s'agit de l'un des plus vieux jeux d'équipe du continent américain, puisque des origines de ce sport remontent jusqu'au XIe siècle en Mésoamérique ou au Mexique. Ce jeu était ensuite pratiqué dans le Canada et les États-Unis actuels, notamment dans la région des Grands Lacs et la côte est des États-Unis.
Ce jeu traditionnel était un des évènements phares à cette époque et pouvait se dérouler sur plusieurs jours durant lesquels des rencontres s'organisaient entre villages ou tribus voisins, réunissant à l'occasion des centaines voire un millier de participants. Il se disputait souvent sur un terrain entre les deux villages adverses et les buts pouvaient être distants de 500 mètres à plusieurs kilomètres. Les règles de ces jeux étaient décidées quelques jours avant la compétition. Généralement, tout le monde pouvait y participer, la balle ne devait pas être touchée avec la main, les buts étaient constitués soit des rochers soit des arbres, avant la mise en place de poteaux en bois, et la durée du match dépendait du soleil. Chaque joueur était armé d'une crosse.
Des rites d'avant-match étaient organisés, semblables aux rites liés à la guerre. Les joueurs se maquillaient avec de la peinture et du charbon de bois et se dotaient de différents objets qu'ils portaient sur eux, symbolisant leurs qualités. Un sorcier les préparait et exécutait des rites. Par ailleurs, la veille d'un match, différentes manifestations prenaient place, comme des cérémonies dansantes où les joueurs étaient costumés. Il y avait aussi des sacrifices, ainsi que des cris pour intimider les adversaires. Le jour du match, les équipes avançaient dans les champs tout en poursuivant les rites prodigués par leurs sorciers, certains joueurs ayant même des traces des cérémonies sur leurs bras ou leurs torses. Avant le début de la rencontre, les joueurs tenaient des paris, engageant des couteaux, des chevaux voire leurs femmes et leurs enfants[réf. nécessaire], la mise était ensuite remportée par le vainqueur.

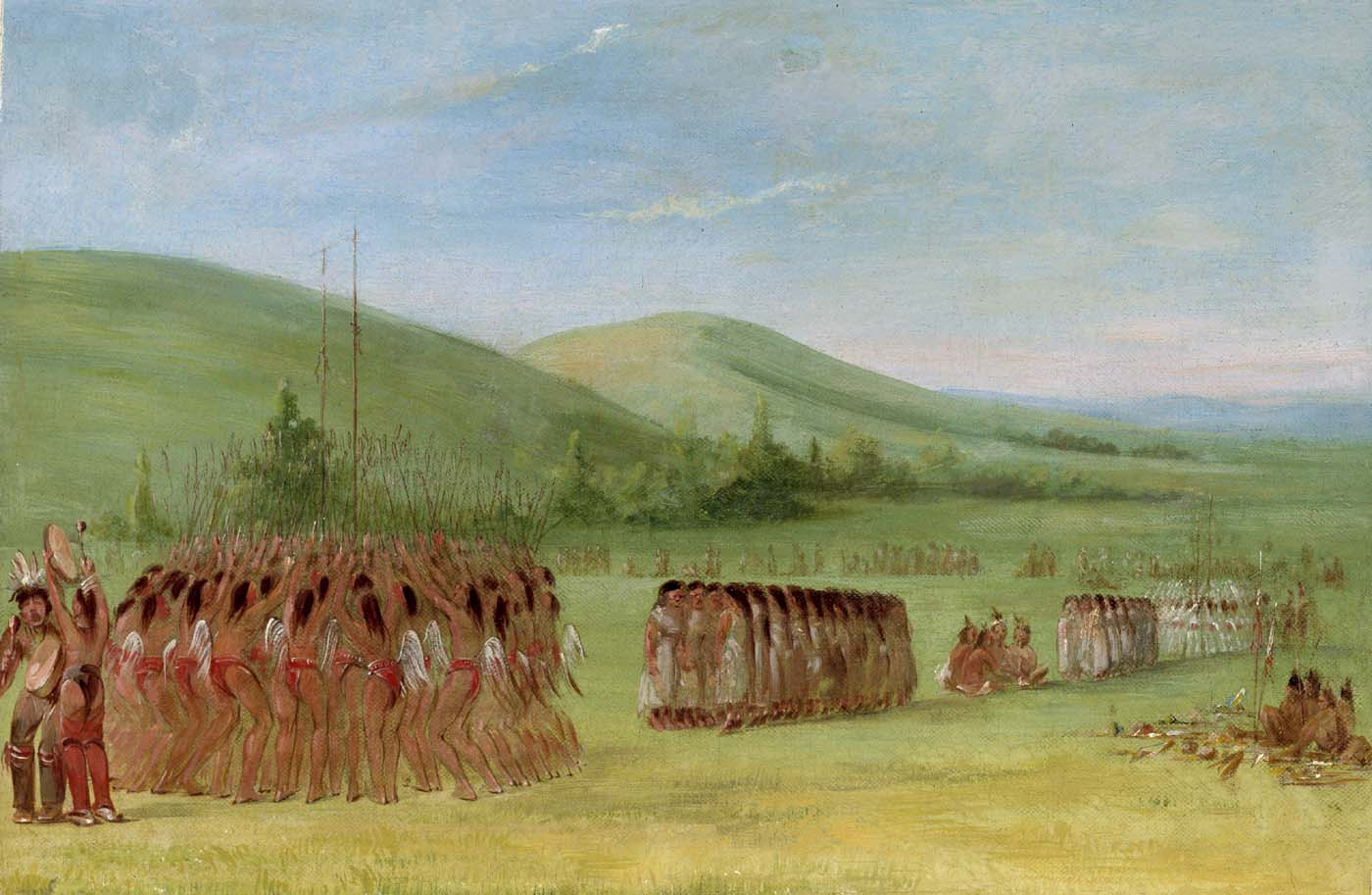
Danse et célébrations avant une rencontre.

La partie débutait par la mise en jeu d'une balle, celle-ci était lancée en l'air et les opposants se dépêchaient de la récupérer. En raison de l'implication d'un grand nombre de joueurs, le jeu se déplaçait lentement à travers le terrain. Les sorciers remplissaient alors le rôle d'entraîneurs et les femmes étaient là pour ravitailler les joueurs en eau (il existait également une version féminine de ce jeu appelé amtaj avec des crosses plus courtes). Après la rencontre, un grand festin était organisé.
Ce jeu remplissait différents objectifs : le plus important était de régler les conflits entre les différentes tribus et cela concernait notamment les Cinq-Nations. Le jeu permettait également d'entretenir physiquement les joueurs pour des rencontres futures. Enfin, il était associé aux croyances religieuses. Il leur permettait ainsi de se rassembler.
À cette époque, la balle était faite de bois (d'autres l'étaient avec une coque en peau de daim remplie de cheveux) et mesurait huit centimètres de diamètre.
Les premières crosses étaient également en bois sans filet, avant que ce dernier ne soit ajouté, sur dix à treize centimètres. Ce filet était fait à partir de tendons de cerf et les filets formaient un U plutôt qu'un cercle. Les crosses étaient longues de 60 à 150 centimètres. Leurs formes variaient selon les régions. Par ailleurs, certains joueurs étaient tellement attachés à leur crosse qu'ils désiraient même être enterrés avec[réf. nécessaire]. Aucun équipement de protection n'était porté à cette époque.

### Arrivée des Européens

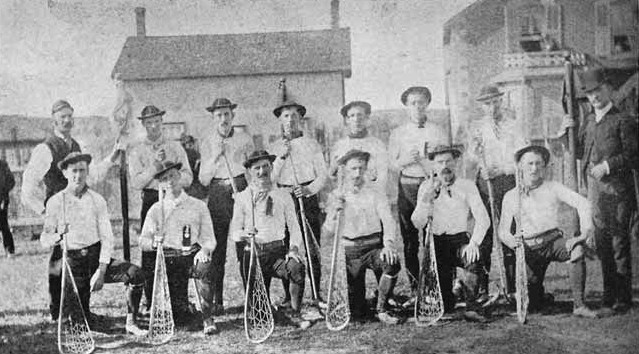
Équipe de crosse en 1885.

Les premiers Européens à découvrir le jeu de la crosse sont les missionnaires jésuites français dans la vallée du Saint-Laurent. Dans les années 1630, ils sont témoins de ce jeu et le condamnent. Ils s'opposent à ce jeu en raison de sa violence et tentent de l'éradiquer.
Le missionnaire jésuite Jean de Brébeuf est le premier à relater ce jeu et lui donne son nom : « la crosse ». Il décrit les Amérindiens Hurons jouant à ce jeu en 1636. Le terme crosse est originaire du terme français relatif au terrain de hockey : « le jeu de la crosse », d'autres suggestions sont qu'il est relatif à la crosse, bâton pastoral des évêques.
Malgré l'opposition des Jésuites, de nombreux colons européens sont intrigués par le jeu de la crosse. Des rencontres sont organisées et, en 1740, de nombreux colons français y prennent part. Cependant, ils n'affrontent jamais les Amérindiens.
En 1834, l'équipe de Caughnawaga fait une démonstration du jeu à Montréal. À partir de ce moment-là, l'intérêt pour le jeu de la crosse s'accroît progressivement. En 1840, les premières rencontres entre Canadiens d'origine européenne et Amérindiens sont organisées. En 1856, le docteur William George Beers, dentiste canadien, fonde le Montreal Lacrosse Club, il codifie le jeu en 1867, diminuant la durée des rencontres, réduisant le nombre de joueurs et le terrain, uniformisant la crosse (l'instrument) et intégrant une balle en caoutchouc. Le premier match officiel est disputé sous ces règles-là à l'Upper Canada College en 1867 où l'Upper Canada College perd contre le Toronto Cricket Club sur le score de 3-1. Durant les années 1860, le jeu de la crosse devient un sport national. En 1869, la première association sportive de crosse est créée avec l'Association canadienne de crosse.

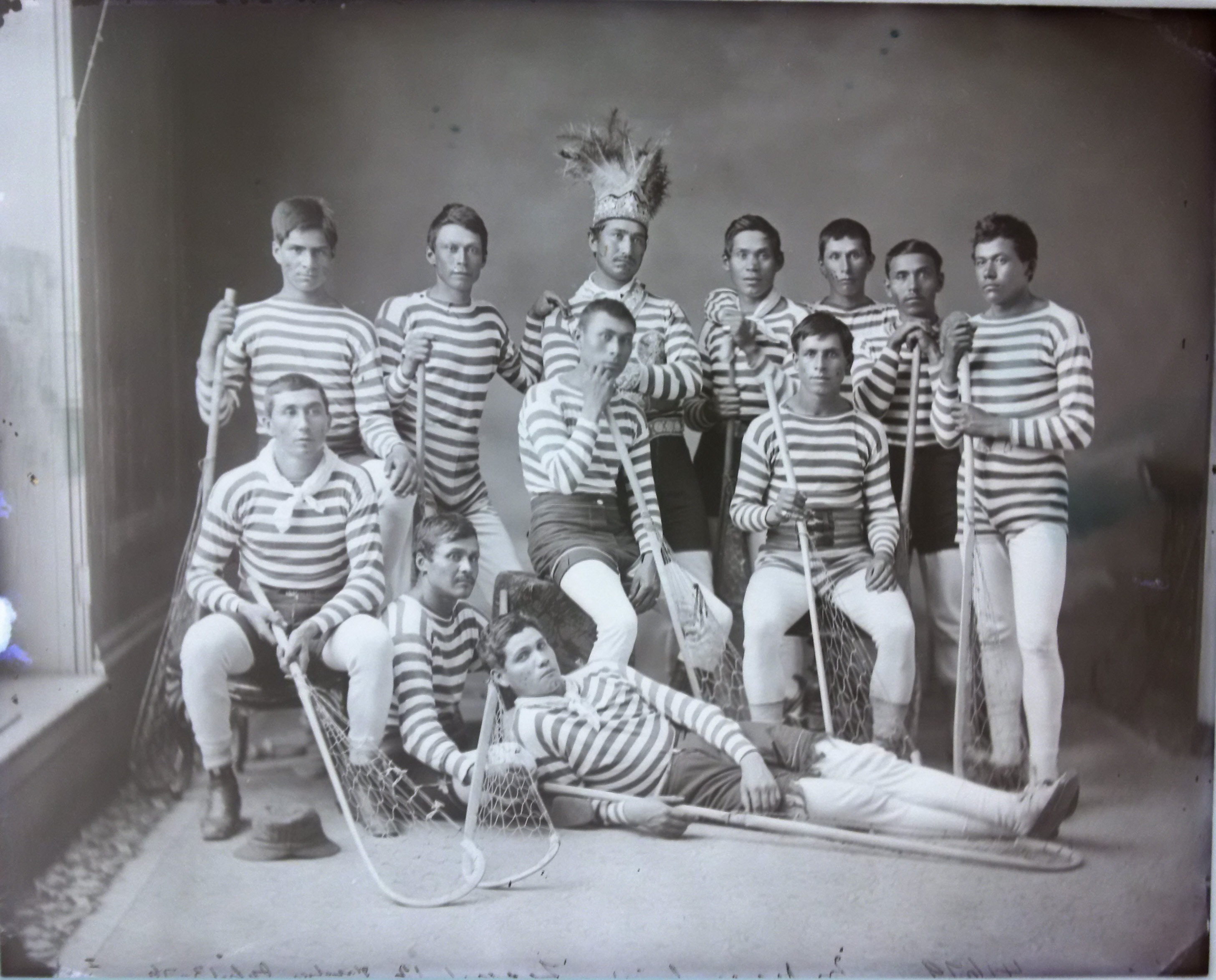
Photo: William Notman / Musée McCord. Équipe de crosse de Kahnawake, en 1876.

Les premières rencontres d'exhibition hors du territoire ont lieu également en 1867. En 1876, la Reine Victoria est témoin de ce jeu et déclare que « le jeu est très joli à regarder. » C'est ainsi que de nombreux collèges de filles anglais l'incorporent dans leur programme d'éducation physique dans les années 1890.
Alors que ce sport se développait, son aspect relativement violent était toujours présent. Il devenait en cela un obstacle à son expansion, jusqu'à son interdiction même dans les années 1900 : les Amérindiens Chactas fixaient ainsi au bout de leurs crosses, des poids pour blesser leurs adversaires.

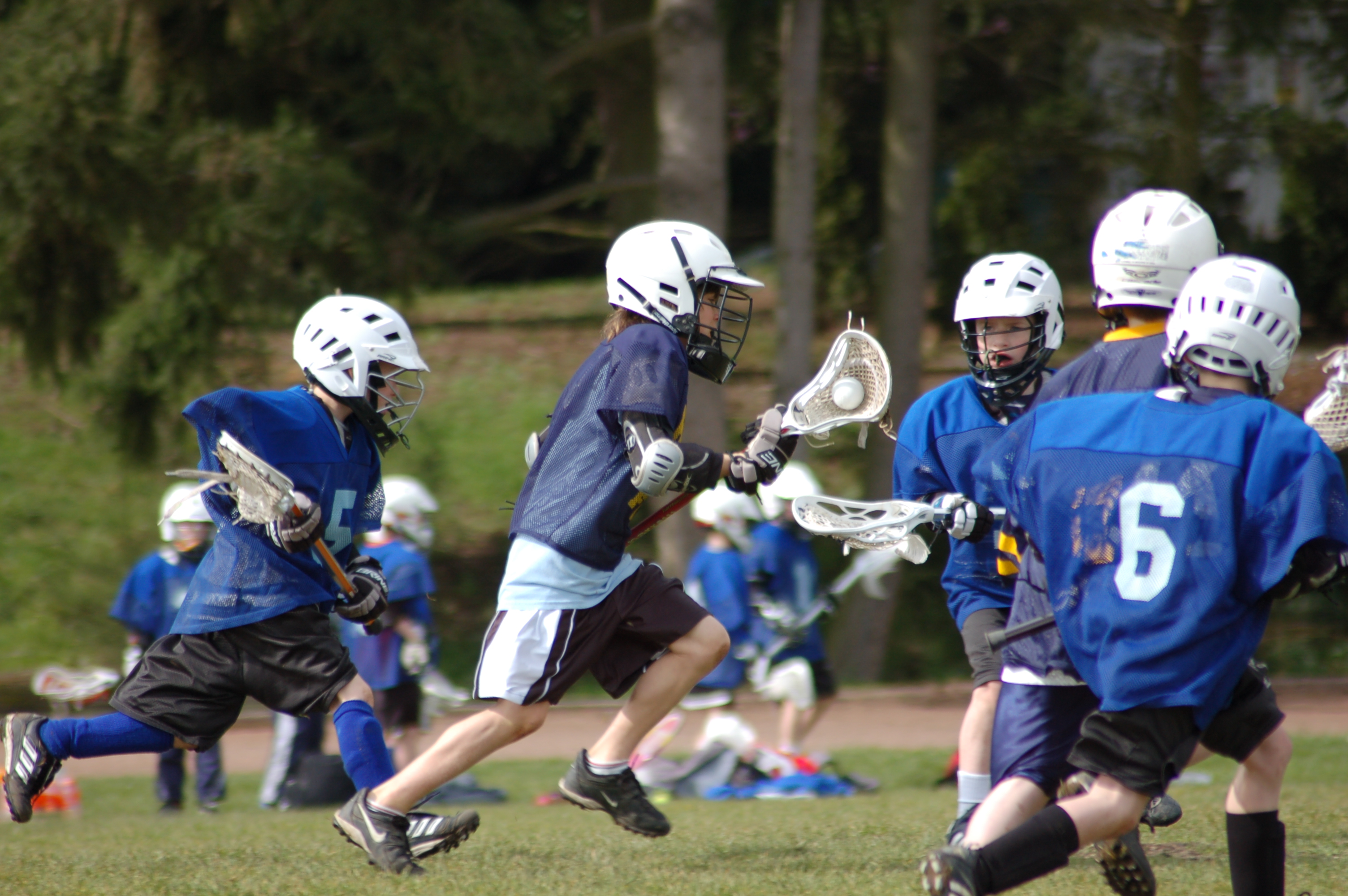
Pratique de la crosse chez les enfants.

Peu de temps après, la crosse poursuivait cependant sa progression. Elle était aux programmes dans de nombreux collèges et universités. Par ailleurs, ce jeu est intégré au programme des Jeux olympiques d'été en 1904 et 1908 avant son exclusion du programme (il intégrera les Jeux mondiaux). Dans les années 1930, de nouvelles tentatives sont effectuées pour les Jeux olympiques. Cette discipline sportive est l'objet de démonstrations en 1928 et en 1932, mais sans succès.
Aux États-Unis, la crosse était uniquement confinée autour de la région de la Nouvelle-Angleterre avant de s'étendre à New York, Long Island et aux États du Nord-Est. Puis après, ce sont les États de Géorgie et de Floride puis du Colorado, Californie, Texas et le Midwest qui accueillent ce sport, notamment grâce à sa visibilité dans les médias et son intégration à de nombreux programmes d'éducation physique des collèges et universités (avec la NCAA Men's Lacrosse Championship sur le même modèle que le basket-ball). Dans les années 1970, le sport connaît une meilleure expansion. Elle est surtout due à des crosses avec des têtes en plastique : cela permet de réduire leur coûts, mais aussi et avant tout, une meilleure rapidité de jeu et par conséquent, un plus grand attrait pour le public.
Parallèlement dans les années 1930, une version en salle est créée au Canada. Cette version devient prépondérante par rapport à l'autre, celle-ci est en fait le résultat de la fusion de la crosse et du hockey sur glace. Elle se dispute notamment sur le même terrain que le hockey sur glace, recouvert d'un gazon synthétique. Cette version dépasse son ainée puisqu'en 1987, une ligue professionnelle de crosse en salle est créée, renommée depuis en National Lacrosse League. Une dizaine de clubs y prennent part. Plus récemment, la version originelle s'est elle-même créée sa propre ligue professionnelle : Major League Lacrosse (MLL) depuis 2001, elle compte dix équipes.

## Types de jeu

### La crosse au champ
La version originelle codifiée en 1867 est la crosse au champ. C'est une rencontre de deux équipes de dix joueurs (trois attaquants, trois milieux, trois défenseurs et un gardien) sur un terrain engazonné. Les joueurs utilisent une longue crosse pour attraper, porter et se passer une balle en caoutchouc dans l'objectif de la mettre dans le but adverse. La tête triangulaire de la crosse possède un filet qui permet au joueur de tenir la balle. En plus de cette crosse, les joueurs doivent être revêtus de diverses protections. Défensivement, l'objectif est d'empêcher l'équipe adverse de marquer mais aussi de la déposséder de la balle à l'aide de leurs crosses, les contacts physiques étant autorisés. Les règles mises en place limitent le nombre de joueurs par zone et exigent que la balle se déplace sans interruption en direction du but opposé.
La crosse au champ a été au programme des Jeux olympiques d'été de 1904 à Saint-Louis et 1908 à Londres. Aujourd'hui, les compétitions internationales les plus prestigieuses ne sont autres que les Championnats du monde de crosse au champ, organisés tous les quatre ans. Également depuis 2001, il existe une ligue professionnelle sur le continent nord-américain disputé entre mai et août : la Major League Lacrosse.

### La crosse en enclos

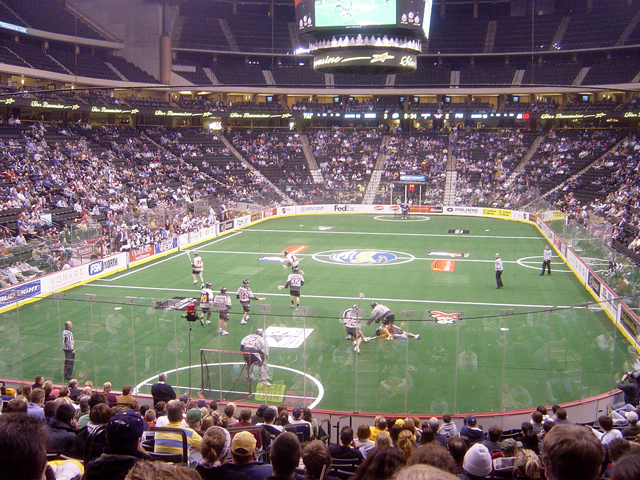
Rencontre de crosse en salle.

Les Canadiens jouent généralement à la crosse en salle, une version du jeu en salle disputée par des équipes composées de six joueurs sur des terrains de hockey sur glace, où la glace est recouverte d'une pelouse synthétique. Cette forme de jeu se joue dans un endroit clos, d'où son nom de « box » (boîte en anglais) par rapport au jeu traditionnel. Cette version a été créée dans les années 1930 pour améliorer les finances des patinoires de hockey. Les buts de crosse en salle sont plus petits que ceux du jeu de crosse extérieur, et le gardien porte davantage de protections. Chaque attaque doit aboutir à un tir au but en moins de trente secondes (à l'instar des 24 secondes en basket-ball). Enfin, elle est plus violente que la crosse extérieure, car les doubles-échecs sont permis à l'intérieur du demi-cercle autour du filet.
La crosse organisée par la National Lacrosse League en Amérique du Nord reprend les spécificités de la crosse en salle, mais également de nombreuses règles issues du jeu traditionnel. Les rencontres ont lieu principalement en hiver. Cette « sous-version » de crosse se dispute en quatre périodes de 15 minutes.

### La crosse féminine
La crosse féminine est un sport collectif féminin qui oppose deux équipes de douze joueuses (une gardienne, trois défenseuses, cinq milieux de terrain et trois attaquantes) sur un terrain en herbe. Il s'agit de l'une des trois versions majeures de la crosse. La crosse au champ est la première version, codifiée en 1867, la crosse féminine trouve son origine en Écosse dans les années 1890 et la crosse en enclos apparaît dans les années 1930.
Les joueuses utilisent une longue crosse pour attraper, porter et se passer une balle en caoutchouc dans l'objectif de la mettre dans le but adverse. Il s'agit d'un sport sans contact et sans mise en échec hormis de gêner ou de taper la crosse de son adversaire avec la sienne pour récupérer la balle. La tête triangulaire de la crosse possède un filet qui permet aux joueuses de tenir la balle. En plus de cette crosse, les joueuses doivent être revêtues de divers équipements de protection.
La crosse féminine est régie tout comme les deux autres versions par la Fédération internationale de crosse qui organise tous les quatre ans la Coupe du monde. Le plus haut niveau se situe dans la National Collegiate Athletic Association (NCAA).

### La crosse de plage
Cette variante de la crosse oppose deux équipes de cinq joueurs chacune (avec gardien) sur du sable. Une partie se déroule en deux périodes de 18 minutes avec une mi-temps de 4 minutes. Les joueurs n'ont pas de chaussures et les gardiens non plus.

### La crosse mixte
Cette variante de la crosse oppose deux équipes de douze (six joueurs et six joueuses) sur un terrain en herbe.

### La crosse en fauteuil roulant
Cette variante de la crosse est une adaptation pour personnes en fauteuil roulant. Elle oppose deux équipes de huit joueurs. Le terrain est semblable à celui de la crosse en enclos avec surface dure.

### L'intercrosse (ou inter-crosse)
Cette variante de la crosse oppose deux équipes de cinq joueurs ou joueuses. Elle est sans contact et se joue en salle ou à l'extérieur, sur un terrain de 40m sur 20m. L'intercrosse est gérée au niveau international par la Fédération internationale d'intercrosse. La FIIC est membre associé de la Fédération internationale de crosse.

## La crosse internationale

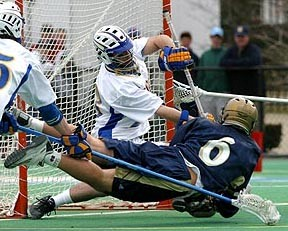
Un tir plongeant.

La crosse est essentiellement jouée au Canada, aux États-Unis, ainsi que dans certaines communautés en Grande-Bretagne et en Australie. Récemment, le sport commence à prospérer au niveau international avec son intégration dans de nombreux nouveaux pays, notamment en Europe et en Asie de l'Est.
Le sport n'a été programmé que deux fois aux Jeux olympiques d'été, en 1904 et 1908, et il devrait l'être de nouveau en 2028. 
À partir de 1967, pour fêter le centième anniversaire de cette discipline sportive, un Championnat du monde de crosse au champ fut organisé et est depuis disputé tous les quatre ans. Il existe aujourd'hui une coupe du monde féminine ainsi que pour les moins de 19 ans, chez les hommes comme chez les femmes. Jusqu'en 1986, la crosse internationale (hockey sur gazon) est seulement pratiquée par les États-Unis, le Canada, l'Angleterre et l'Australie, ainsi qu'à un degré moindre par l'Écosse et le Pays de Galles dans les épreuves féminines. La coupe du monde féminine en 2009 a mis en jeu seize nations différentes.
La seconde plus grande compétition internationale est le championnat européen de crosse (hockey sur gazon), organisé par la Fédération européenne de crosse (ELF) depuis 1995.
En général, les championnats du monde au champ sont dominés par les États-Unis (vainqueur de huit éditions sur dix) où seul le Canada avec deux titres (1978 et 2006) peut contester sa suprématie. C'est également le cas dans les championnats du monde de moins de 19 ans où dans cette catégorie ils ont remporté tous les titres depuis sa création en 1988. Chez les femmes, les États-Unis sont également les plus titrés (avec cinq titres en sept éditions) où ici seule l'Australie est capable de les priver de ce titre (en 1986 et 2005) tandis qu'en moins de 19 ans, les États-Unis ont remporté tous les titres mis en jeu.
Une particularité est propre à ce sport sur le plan international : une sélection composée uniquement d'Iroquois, les Iroquois Nationals. Cette sélection consiste à regrouper les membres des Cinq-Nations des Iroquois. Admise en 1990 par la Fédération internationale de crosse, il s'agit de la seule équipe propre aux Amérindiens pouvant participer à un sport sur le plan international, ils furent trois fois deuxièmes et trois fois quatrièmes à l'occasion des derniers championnats du monde masculins.
En France, le premier championnat s'est tenu pendant la saison 2012/2013, et a vu l'équipe Lille Spartiates/Valenciennes Haveurs remporter le trophée au détriment de Nevers et Paris.

## Dans la culture populaire
La crosse est un sport assez répandu dans les lycées américains. Plusieurs séries télévisées et films mettent en scène des personnages pratiquant ce sport, tels que Oz dans American Pie, Stiles et Scott dans Teen Wolf, Chase Stein dans Runaways ou Alex dans Modern Family. Dans la série télévisée américaine Archer, de nombreuses références sont faites à propos de ce sport, Sterling Archer étant un joueur passionné depuis son adolescence.
Dans la trilogie littéraire Les amours de Lara Jean de Jenny Han et également dans le film Netflix tiré du livre À tous les garçons que j'ai aimés, Peter Kavinsky pratique ce sport dans le club de son école
. Dans le livre Intimidation d'Harlan Coben, le fils du personnage principal pratique ce sport.
Dans un épisode de la série Wu-Tang: An American Saga, on peut voir que Method Man y jouait dans sa jeunesse.
Dans l'animé Pretty Cure, Nagisa, une des deux héroïnes de la série, est une joueuse de lacrosse.